# Richie Edwards
Richie Edwards (Lichfield, 25 de setembro de 1974). Richie era o "frontman" e baixista da banda inglesa The Darkness, mas com o fim da banda ele e Dan Hawkins resolveram seguir em frente criando outra banda chamada Stone Gods, Richie atualmente é o cantor da banda. 